# HD 206731
HD 206731，又名BD+48 3480，SAO 51217、HR 8304，是一颗恒星，视星等为6.09，位于銀經94.51，銀緯-2.56，其B1900.0坐标为赤經21h 39m 0.3s，赤緯+49° -2.56′ 36″。